# Сакаиде
Сакаиде (яп. 坂出市 Сакаидэ-си) — город в Японии на острове Сикоку, в префектуре Кагава. Площадь города составляет 92,46 км², население — 53 602 человека (1 августа 2014), плотность населения — 579,73 чел./км². Получил статус города 1 июля 1942 года.

## Экономика
С начала XVII столетия Сакаиде является центром соледобычи. В настоящее время часть территории соляных разработок превращена в промышленный район, где развиваются химическая, нефтеперерабатывающая и машиностроительная индустрии. В 1988 году был построен мост Сэто-Охаси (яп. 瀬戸大橋 «Большой мост Сэто»), соединяющий Сикоку и Окаяму, и проходящий над территорией Сакаиде.

## Достопримечательности
В 7 километрах восточнее города, на горе Сираминэ находится гробница императора Сутоку (1119—1164), сосланного сюда после поражения во время смуты Хогэн.

## Города-партнёры
- Сосалито, Калифорния, США